# Villavallelonga
Villavallelonga ist eine italienische Gemeinde (comune) mit 826 Einwohnern (Stand 31. Dezember 2023) in der Provinz L’Aquila in den Abruzzen. Die Gemeinde liegt etwa 54 Kilometer südlich von L’Aquila, gehört zum Nationalpark Abruzzen, Latium und Molise sowie zur Comunità montana Marsica 1 und grenzt unmittelbar an die Provinz Frosinone (Latium).